# Моца (Ријети)
Моца је насеље у Италији у округу Ријети, региону Лацио.
Према процени из 2011. у насељу је живело 57 становника. Насеље се налази на надморској висини од 591 м.